# Nakamura Yoshiki
Nakamura Yoshiki (仲村佳樹 (Trọng Thôn Giai Thụ) sinh ngày 17 tháng 6 năm 1969) là một mangaka người Nhật. Tác phẩm đầu tay của bà là truyện "Yume de Auyori Suteki" đăng trên tạp chí Hana to Yume năm 1993.

## Tác phẩm
- Blue Wars
- Can't Give Up MVP (MVP wa Yuzurenai)
- Skip Beat! 『スキップ・ビート！』
- Tokyo Crazy Paradise 『東京クレイジーパラダイス』
- Yume de Au yori Suteki (Better Than Seeing In A Dream)
- Saint Love (basketball series)
- Dramatic Love Album (oneshot)